# Hauteville, Aisne
Hauteville är en kommun i departementet Aisne i regionen Hauts-de-France i norra Frankrike. Kommunen ligger  i kantonen Guise som ligger i arrondissementet Vervins. År 2022 hade Hauteville 184 invånare.

## Befolkningsutveckling
Antalet invånare i kommunen Hauteville
Referens: INSEE